# Rozen voor Berunka
Rozen voor Berunka is een  stripverhaal uit de reeks van Jerom.

## Locaties
Dit verhaal speelt zich af op de volgende locaties:
- Morotari-burcht, Berunka[1]

## Personages
In dit verhaal spelen de volgende personages mee:
- Jerom, professor Barabas, tante Sidonia, Odilon, prinses, koning, bevolking van Berunka, bediende, infanterie, medewerkers ziekenhuis

## Het verhaal
Er wordt een raket naar Mars afgeschoten en een satelliet neemt bodemstalen mee terug naar aarde. Deze satelliet landt in de zee vlak bij Berunka. Niemand merkt dat er wat mos van de satelliet valt. De satelliet wordt feestelijk onthaald en Odilon is hier getuige van, hij viert toevallig vakantie in Berunka. Odilon vraagt zich af waarom de koning er niet bij is en hoort van de prinses dat hij ernstig ziek is, hij kan alleen in leven blijven door de geur van een bijzondere roos. Dan blijkt dat de rozen in de koninklijke tuin allemaal zijn opgegeten. Er zijn alleen nog dit type rozen op een ver eiland te vinden. Odilon waarschuwt tante Sidonia en ze stuurt Jerom en professor Barabas op de motor naar het eiland. Daar moeten ze vechten tegen leguanen. Het lukt om met enkele rozen naar Berunka te vliegen.
Eenmaal in Berunka worden Jerom en professor Barabas aangevallen door een wezen van mos. Het groeit als het wordt stukgemaakt en neemt al snel enorme afmetingen aan. De bevolking moet op de vlucht en hele huizen worden overwoekerd. De infanterie wordt ingezet, maar het mos is overal tegen bestand. Enkele rozen worden vernietigd, het lukt professor Barabas en Jerom om met één levende roos naar het kasteel te rijden. De roos is erg verzakt en professor Barabas voert een operatie uit, waardoor de roos overleefd. De laatste roos van Berunka sterft en de nieuwe roos komt net op tijd, zodat de koning blijft leven. Het mostapijt trekt richting het paleis en Jerom en de infanterie bestrijden het. Het mos gaat echter steeds door en niks lijkt het te kunnen stoppen. Professor Barabas vertrekt met een kleins tukje van het mos naar de Morotari-burcht en ontdekt dat het van Mars komt.
Professor Barabas maakt een sproeimiddel dat het mos zal laten verdwijnen en gaat terug naar Berunka. Met het sproeimiddel wordt het mos verslagen. Het is ook in staat om de rozen te laten vermeerderen, waardoor er heel veel rozen in Berunka gaan groeien. Overal ruik je de geur en de koning hoeft nu niet meer vlak bij één roos te blijven, hij kan eindelijk weer naar buiten. Odilon morst per ongeluk wat op zijn hoofd en ook daar gaan rozen groeien. Hij verstopt dit als hij afscheid neemt van de prinses en samen met zijn vrienden op de motor terug vliegt naar huis.

## Achtergronden bij het album
Het verhaal verscheen in het lustrumboek van T.S.C. Sint Olof, Pekazus, in 1968 als Het mos mores leren. Het is een vertaling van het allereerste Wastl-boekje; Das Geheimnis des Rosenkönigs.